# コンピュータソフトウェア倫理機構
一般社団法人コンピュータソフトウェア倫理機構（コンピュータソフトウェアりんりきこう、英: Ethics Organization of Computer Software、略称: EOCS 通称: ソフ倫）は、日本のアダルトゲームを中心としたコンピュータソフトウェアなどの倫理的な規制及び審査、レイティングを行う日本の業界団体。

## 概要
本団体（略称・ソフ倫）による審査は法的拘束力はない自主規制のための審査で、審査を通さなくともアダルトゲームは発売できる（成人向けの同人ゲームは対象外）。しかし、ソフ倫側は審査を通さないソフトは流通させないよう流通業者に通達しており、また青少年保護育成条例が施行されている46都道府県のうち21府県でゲームの販売規制を行う際の指定審査団体としてソフ倫を指定していることから、全国的に見てもアダルトゲームの発売において、ソフ倫または日本コンテンツ審査センター（JCRC、旧コンテンツ・ソフト協同組合→映像倫理機構）などによる審査が事実上必須となっている。
上述のとおり、ソフ倫は「自主規制団体」で、行政指導や法律改正による規制強化を防ぐことを前提に活動している。
家庭用ゲームソフトウェアの審査はコンピュータエンターテインメントレーティング機構（CERO）が行う。

## 役員
| 役名     | 氏名       | 所属                                                | 備考                 |
| -------- | ---------- | --------------------------------------------------- | -------------------- |
| 理事長   | 鈴木昭彦   | 株式会社ネクストン 代表取締役                       | 在任期間 2003年3月 - |
| 専務理事 | 髙田一三   | 一般社団法人コンピュータソフトウェア倫理機構 事務局 |                      |
| 理事     | 白木慶喜   | 株式会社チャンピオンソフト 代表取締役               |                      |
| 理事     | 竹ノ内端史 | 株式会社KiNOME 代表取締役                           |                      |
| 監事     | 吉田徹     | 吉田徹公認会計士事務所 代表                         |                      |

## 設立経緯
ソフ倫が設立される前のアダルトゲームでは性描写や暴力、犯罪の描写は規制が緩く（問題視されることはあったが）、各メーカーの自主性による極めて表現が自由な業界であった。
しかし、1991年の沙織事件に関連して規制のない業界への非難が大きくなり、各メーカーは自主規制を強化して18歳未満への販売禁止を明示することで一時的に解決したが、その後、18歳未満販売禁止を明示していなかったいくつかのタイトルが宮崎県により有害図書に指定される事件で再び対応を迫られ、かねてから希望する会員企業に「パソ協シール」と呼ばれる独自の18禁シールを配布していた日本パーソナルコンピュータソフトウェア協会（JPSA、現・コンピュータソフトウェア協会）からの働きかけを受け、JPSAに加盟していた当時のパンサーソフトウェアが中心となって大手流通数社との話し合いを行い、ソフ倫が設立された。1992年10月27日に日本で正式に設立し、1992年11月20日に倫理規定が採択された。

## 設立後
設立当時は「一般ソフト作品」（便宜上の全年齢対象）と「18禁」の2段階のみで審査を行っていたが、1994年6月より「15禁」のレイティングに該当する「R指定」のカテゴリが追加された（2011年9月30日を最後に廃止。後述）。
これはジャパンホームビデオの『卒業II 〜Neo Generation〜』が「性表現以外の理由（未成年者の飲酒や喫煙）」を含んでいたために「18禁」とされたことに対する抗議を受けたものといわれている。
ソフ倫の倫理規程が適用されるようになってからは、18歳未満の人物の性描写が禁止され、また、いわゆる学園物のアダルトゲームの世界観も大きく変わった。高校以下の言葉は登場人物のほとんどが18歳未満であることが明らかなため使用禁止になり(但し18歳の高校生に係る部分は法的根拠の無い自主規制である)、代わりに「○○学園、○○学院」「女子校生」、または（飛び級を認めない限り）18歳以上であることが明らかな「○○大学（生）」といった言葉を用いるようになった。
このような変化は1997年、1998年頃から起こった。ソフ倫の倫理規程が適用される以前は、18歳未満であることが明らかな登場人物の性描写を扱う作品もあった。
PCにおけるビデオCDや、DVD/BDプレイヤーの普及に伴い、アダルトゲームの他、グラビアアイドルのイメージビデオといった実写映像も審査するようになった。DVD/BDについてはゲームで競合関係にある日本コンテンツ審査センター（JCRC）でも審査が行われており、両団体には審査基準に若干の違いはあるものの、相互に審査結果を尊重する旨の覚書を交わしている。そのため、市場ではソフ倫およびJCRCの審査済みタイトルは同等の扱いを受けており、いわゆるインディーズとは区別される。
なお、ソフ倫ではDVDの対話的機能を利用したゲームの統一名称として「DVDプレイヤーズゲーム」を提唱している。
2009年4月28日には、任意団体から一般社団法人となった。また9月18日には、一般向けゲームとの混同を避けて18歳未満購入禁止であることを明確にしたい意向から、ソフ倫会員が制作するアダルトゲームの呼称に対し「美少女ゲーム」は使わず、代替として「R18ゲーム」を使うことに決定した。
2015年10月1日から、会員外PCゲームソフトに対する任意による審査を開始した。
2022年4月1日には、美少女PCゲームメーカーの作品を掲載した情報サイト「Moepedia美少女ゲームカレンダー」が正式オープンした。

## 審査
審査方法には完成品を元に審査する「事前有料審査」と、作品の一部分のみを審査し残りはメーカーの自主規制に任せる「自主審査」の2通りあるが、自主審査での審査が多い。メーカー側が倫理機構の定める制作基準に照らし合わせて18禁、R指定、一般のどれに該当するソフトかを記した書類の提出。その時点で出来上がっているマニュアルも提出する。また、特殊な例だが、「卒業II」のように発売後に指定が変更されることがあった。「卒業II」がPCエンジン版に移植した時は年齢制限を付けることなく非行防止を訴える内容の警告文を追加することや、メッセージの内容を非行防止を訴えるものに変更することで対処している。

### 設立当初の区分
審査を通過した製品には、以下の3種類の「統一シール」が貼付され、店頭販売される。
- 18歳未満者への販売禁止ソフト作品=18歳未満販売禁止（「18禁」=R18ゲーム[5]）

直径25mmの円形のシールで、中央に大きく「（18）」とプリントされ「18歳未満お断り」と添えられている。
- 一般ソフト作品制限付=15歳未満販売禁止、1994年6月に追加）

直径25mmの円形のシールで、中央に大きく「（R）」とプリントされている。全裸程度はあるが直接的な性行為を描写した画像・映像はない等、R18ゲームと比較して性的描写の度合いは低めで、また、暴力や犯罪行為などの描写が含まれることもままある。この区分で発売された作品はかなり少なかった。（例：『ロマンスは剣の輝きII』、『夜明け前より瑠璃色な-Brighter than dawning blue- for PC』など。）
- 一般ソフト作品（全年齢対象）

縦10mm、横20mmの長方形のシールで「EOCS 審査済」とプリントされている。CEROの全年齢対象に比べれば基準は緩く、恋愛や半裸、下着の露出程度の描写までなら一般ソフト作品として扱われることもある。ヌードのないイメージビデオも対象に含まれることがある。

### 2011年10月以降の区分
2011年10月1日に、これまで用いられていた「R指定」（15禁）の区分を廃止し、代わりに「一般ソフト作品」の区分を細分化することで「12歳以上推奨」「15歳以上推奨」の区分を設けることになった。
- 18歳未満者への販売禁止ソフト作品=18歳未満販売禁止

シールの様式は従来通り。
- 一般ソフト作品（15歳以上推奨作品）

「一般ソフトウェア」のシールと共に、「15歳以上推奨」と併記されている（例：『魔法使いの夜』『D.C.III』など）。
- 一般ソフト作品（12歳以上推奨作品）

「一般ソフトウェア」のシールと共に、「12歳以上推奨」と併記されている（例：『WHITE ALBUM -綴られる冬の想い出-』（Windows版）など）。
- 一般ソフト作品（全年齢対象）

シールの様式は従来通り。
加盟会社は販売する全ブランドの作品を審査にかけなければならず、性的描写が一切ない非アダルトゲームや、素材集のような非ゲームソフトも審査の対象となる。
審査は暴力やその他反社会的な表現にはあまり行われず、もっぱら性的な表現に対して行われてきたが、近年では暴力表現などにも取り組んでいる。また、この区分の新設により、同内容のゲーム（一般ソフト作品）でも「CERO」と「ソフ倫」における審査の違いや表現の許容度によって、レーティングの食い違いも生じている。

## 問題点
2003年にソフト卸のホビボックスがそれまでアダルトビデオの審査団体だったメディア倫理協会（メディ倫、のちコンテンツ・ソフト協同組合）に加盟したのを契機に、ホビボックスとソフト流通の独占契約を結んでいたぱんだはうす、アージュなどの一部のブランドがソフ倫を脱退し、成人向けゲームの審査を開始したメディ倫の審査を受けるようになり、それまで成人向けゲームの審査を独占していたソフ倫が初めて競争にさらされる立場となった。ソフ倫で規制されていた事項の一部がメディ倫を改組したコンテンツ・ソフト協同組合（CSA）や同組合の審査団体としての後継組織に当たる日本コンテンツ審査センター（JCRC）では認められていることから、ソフ倫からJCRCへの鞍替えを行うメーカーが徐々に増えてきている。
そうした事情もあってか、2005年頃から、1999年11月に施行された児童買春、児童ポルノに係る行為等の規制及び処罰並びに児童の保護等に関する法律（児童買春・児童ポルノ処罰法）に対応したソフ倫基準の一部変更、親族3親等以内の性描写の禁止の緩和、一部禁止語句の撤廃など、基準の緩和も行われ始めた。
CEROにおいてもPCゲームの審査を開始した。本機構には昨今メディアミックス展開で一アダルトゲームブランドから家庭用ゲームにも参入し、急成長を遂げたアクアプラスの他、アーベルも加盟している。

## 主な規制について

### ロリータ系作品に対する表現規制
- 年齢や外見などの設定によらず（18歳以上という設定であっても）、「ランドセル」「園児服」が関わる性表現が禁止。
- 登場人物のほとんどが18歳未満（17歳以下）であることを特定できるという理由から、アダルトゲーム（特に性表現を含む場面）では以下のキーワードがNGワードとして指定され、使用が禁止されている。
  - 乳児・赤子・稚児
  - スチューデント・生徒・生徒手帳・童子・童女
  - ロリ・ロリータ・ロリコン
  - 幼児・幼女・幼稚園児
  - 児童・小学生・小学部・初等部・学童・修学旅行
  - 中学・中学生・中学部・中等部
  - 高校・高校生・○高生・現役受験生・女高生・女子高生・高等学院・高等部・ハイスクール

詳しくは「【第6回】 平成18年10月20日（金）――資料4 美少女ゲーム（成人向けPCゲームソフト）業界の概要」を参照のこと。
上記の概要の内、18歳の高校生に係るNGワード(3年～組18歳)は法的根拠の無い自主規制である。
ただし、「女子校生」「○○学園、○○学院」、18歳以上であることが明らかな「女子大生」「○○大学」といった言葉の使用は禁止されていない。
上記のようなこともあってか、ゲームソフトのマニュアルやパッケージに「登場人物はすべて18歳以上である」旨が記載されたアダルトゲームもある。また、ゲームの起動時画面にそのことが表示されるアダルトゲームもある。

## 業界団体としての役割
ソフ倫は自主規制団体の役割だけではなく、アダルトゲーム企業のまとめ役としての機能もある。例えば、違法コピー対策としてのコピープロテクトやアクティベーションの規格をまとめて業界に推奨したり、ゲーム製作者を目指す学生に対して奨学金を支給するなど、業界振興のための活動を行っている。
販売店における分別陳列や年齢確認などの販売店における指導なども行っており、近年は萌えゲーアワードを後援するなどの活動も行っている。
2006年4月から経済産業省の指導により、以下の団体と映像コンテンツ倫理連絡会議（仮称）で審査基準・表示の一本化を協議する。
- 映画倫理委員会（映倫）
- 日本ビデオ倫理協会（ビデ倫）
- コンピュータエンターテインメント協会（CESA）
- コンピュータエンターテインメントレーティング機構（CERO）
- 日本アミューズメントマシン工業協会（JAMMA）